# ニューコ・ワン
ニューコ・ワン株式会社（Newco One Co.,Ltd.）は、熊本県熊本市中央区に本社を置く、複合書店事業、リテール事業、教育事業を行う企業。

## 概要
熊本県・福岡県・宮崎県のエリアで「TSUTAYA」「蔦屋書店」「TSUTAYA BOOKSTORE」の複合書店事業、ファミリーマート・駿河屋などのリテール事業、教育事業、Tポイントエリアアライアンス事業、就労移行支援事業を展開している。
カリーノ下通・カリーノ宮崎・イオンモール熊本・イオンモール宇城・イオンモール筑紫野といった商業施設やショッピングセンターにも出店している。

## 沿革
- 1986年（昭和61年）
  - 株式会社九州コンサルタンツ（きゅうしゅうコンサルタンツ）として創業。
  - カルチュア・コンビニエンス・クラブのフランチャイズに加盟。
  - 5月 - AVクラブ（現在のTSUTAYA AVクラブ）1号店となるAVクラブ尾ノ上店を開業（1992年（平成4年）10月閉店）。
  - 近見店、上熊本店（2011年3月閉店、同年内玉名に移転）、楠店（2002年閉店）を相次いでオープン。
- 2001年（平成13年）
  - 1月29日 -  ニューコ・ワン株式会社を設立。
  - 壽屋（現：カリーノファシリティーズ）からMBOを行い、株式会社九州コンサルタンツをニューコ・ワン株式会社へ吸収合併[2]。
  - 鹿児島の『AVクラブ中山店』を営業権譲渡。
  - 4月 - レンタルビデオ店の店舗ブランドを「AVクラブ」から「TSUTAYA AVクラブ」に改称[3]。
- 2002年（平成14年）
  - 熊本県下益城郡小川町（現：宇城市）の『TSUTAYA AVクラブ 小川町店』（現：蔦屋書店小川町）、福岡の『TSUTAYA AVクラブ 金山店』の営業権譲受。
  - テナント型ブックストアー『ブックガーデン』を熊本に2店舗オープン。
  - インテリアショップ『SOHO』（蘇峰）をオープン。
  - 熊本県熊本市中央区のシャワー通りにイタリアンレストラン『ilbar morricone』をオープン。
- 2003年（平成15年）
  - 熊本県菊池郡大津町の『TSUTAYA大津店』の営業権譲受。
  - 福岡県筑紫野市に大型複合書店『蔦屋書店筑紫野店』をオープン。
  - カフェ『morricone bambino』を2店舗オープン。
- 2004年（平成16年）
  - カルチュア・コンビニエンス・クラブ株式会社、日本出版販売株式会社、株式会社レントラックジャパンを株主として迎える。
  - 7月 - M&S株式会社が100%子会社のニューコ・ワン株式会社を吸収合併し、ニューコ・ワン株式会社に商号変更[4]。
  - 12月 - 熊本市中央区の「カリーノ下通」に『蔦屋書店熊本三年坂』をオープン。
  - イタリアンレストラン「ilbar morricone」を熊本三年坂店内に『osteria morricone』として移転
  - 熊本県熊本市中央区の駕町通りにイタリアンワインバー『Vino』をオープン。
- 2005年（平成17年）
  - TSUTAYA AVクラブ 光の森店とTSUTAYA AVクラブ 御領店をオープン。
  - 10月 - 熊本県上益城郡嘉島町の「ダイヤモンドシティ・クレア（現：イオンモール熊本クレア→イオンモール熊本）」に『蔦屋書店ダイヤモンドシティ嘉島』（現：蔦屋書店嘉島）を開店。
- 2007年（平成19年）
  - 3月 - TSUTAYA AVクラブ 菊池店をオープン。
  - 4月 - TSUTAYA AVクラブ 植木店をオープン。
  - 10月 - 宮崎県宮崎市の「カリーノ宮崎」に『蔦屋書店宮崎高千穂通り』とフィットネスクラブ『WOW'D宮崎』をオープン。
  - 11月 - TSUTAYA AVクラブ 帯山店、TSUTAYA AVクラブ 南ヶ丘店をオープン。
- 2008年（平成20年）12月 - 福岡県筑紫野市の「イオンモール筑紫野」に『蔦屋書店 イオンモール筑紫野』をオープン。
- 2009年（平成21年）
  - 2月 - TSUTAYA AVクラブ 大塚台店を譲受しオープン。
  - 7月 - TSUTAYA AVクラブ 鷹尾店を譲受しオープン。
  - 9月 - 熊本県熊本市中央区の「鶴屋百貨店」にスウィーツ専門店『muchcolor sweets 鶴屋』をオープン（2011年10月閉店）。
  - 11月 - 「蔦屋書店宮崎高千穂通り」に眼鏡店『muchcolor glasses』をオープン。
- 2010年（平成22年）
  - 4月 
    - TSUTAYA AVクラブ コマーシャルモール博多を譲受しオープン。
    - AVクラブ 岡富店を譲受しオープン。

  - 6月 - フィットネスクラブ『muchcolor fitness 大分』を譲受しオープン。
  - 11月 - カーシェアリング『muchcolor carsharing』を開始（事業終了済み。）。
- 2011年（平成23年）
  - Tポイント代理店事業を開始。
  - 5月 - TSUTAYA AVクラブ 玉名店をオープン。
- 2012年（平成24年）3月12日 - 本社を熊本市御領5丁目1-80から熊本市平山町3006-2へ移転。
- 2014年（平成26年）
  - 4月 - ニューコ・ワン株式会社の健康事業部を分社化して「WISH JAPAN株式会社」を設立。
  - 6月 - 「サブウェイ 琴平店」をオープン。
- 2015年（平成27年） - 株式会社TSUTAYAの連結子会社となる。
- 2016年（平成28年）
  - アットコスメ事業を開始し、「@cosme store/TSUTAYA 熊本三年坂店」をオープン。
  - リユース型マルシェ事業を開始し、蔦屋書店 熊本三年坂1Fに「ヒノマルマルシェ」をオープン[5]。
- 2017年（平成29年）
  - 1月23日 - 本社を熊本市中央区安政町1-2 カリーノ下通 5Fへ移転。
  - 3月  
    - 熊本県熊本市東区桜木の「ショッピングプラザさくらの森」に『TSUTAYAさくらの森店』をオープン。
    - 書店併設カフェHONEY COFFEE事業を開始し「TSUTAYA さくらの森店」に併設で「HONEY COFFEE さくらの森店」をオープン。

  - 10月25日 - ファミリーマート事業を開始し、ファミリーマートとTSUTAYAを一体化させた「ファミリーマートTSUTAYA植木店」をオープン[6]。
- 2018年（平成30年）
  - 「おしごと発見T-SITE」の取次店契約を締結し、採用支援事業を開始。
  - 10月 - やる気スイッチグループの株式会社拓人が展開する「個別指導塾スクールIE」にFC加盟し、熊本県菊池郡大津町に「スクールIE大津校」を開校。
- 2019年（平成31年 / 令和元年）
  - 株式会社TSUTAYAよりMBOを行う。
  - 宮崎県に「TSUTAYA BOOKSTORE 宮交シティ」をオープン。
- 2020年（令和2年）
  - 株式会社アイリックコーポレーションが展開する「保険クリニック」にFC加盟。「保険クリニック 蔦屋書店 熊本三年坂店」をオープン。
  - 「TSUTAYA BOOKSTORE 菊陽」を移転オープン。
  - 熊本県熊本市東区に「スクールIE小峯校」を開校。
- 2021年（令和3年）4月 - 株式会社LiCがニューコ・ワン株式会社を吸収合併し、ニューコ・ワン株式会社に商号変更[7]
- 2022年（令和4年）
  - 株式会社永山が展開する韓国食品スーパー「Yesmart」にFC加盟。熊本県に「Yesmart熊本店」をオープン。
  - 株式会社ギアが展開する「iPhone修理アイサポ」にFC加盟。福岡県に「iPhone修理アイサポ次郎丸店」「iPhone修理アイサポ神松寺店」をオープン。
  - デコボコベース株式会社が展開する「就労移行支援事業 ディーキャリア」にFC加盟。熊本県に「ディーキャリア 熊本オフィス」を開設。
- 2023年（令和5年）
  - 「スクールIE 大江校」を開校。
  - 株式会社エーツーが展開する「駿河屋」にFC加盟。熊本県に「駿河屋近見店」をオープン。
- 2024年（令和6年）
  - 株式会社ティエヌが展開する「ネイルサロン ティーエヌ」にFC加盟。熊本県に「ネイルサロン ティーエヌ熊本TSUTAYAさくらの森店」をオープン。

## 店舗
営業中の店舗に関してはニューコ・ワンの店舗情報を参照。

## その他
- かつて寿屋を中心とするラララグループ系企業であったこともあり、カリーノ下通（旧：with下通寿屋）とカリーノ宮崎（旧：宮崎寿屋百貨店）の商用フロアを賃借して蔦屋書店や自社ブランドの飲食店、スポーツクラブの運営を行っていた。